# Valentina Sidorovová
Valentina Vasiljevna Sidorovová (rusky Валентина Васильевна Сидорова rozená Buročkinová (Бурочкина); 4. května 1954 Moskva, Sovětský svaz – 9. června 2021) byla sovětská a ruská sportovní šermířka, která se specializovala na šerm fleretem. V průběhu své sportovní kariéry závodila i pod jménem Valentina Buročkinová.
Sovětský svaz reprezentovala v sedmdesátých a osmdesátých letech. Jako sovětská reprezentantka zastupovala moskevská šermířskou školu, která spadala pod Ruskou SFSR. Na olympijských hrách startovala v roce 1976, 1980 v soutěži jednotlivkyň a družstev. V roce 1984 přišla o účast na olympijských hrách kvůli bojkotu. V roce 1977 a 1978 získala titul mistryně světa v soutěži jednotlivkyň. Se sovětským družstvem fleretistek vybojovala zlatou (1976) a stříbrnou (1980) olympijskou medaili a celkem vybojovala s družstvem osm titulů mistryň světa (1970, 1974, 1975, 1977, 1978, 1979, 1981, 1986).